# Streets of Fire
Ne doit pas être confondu avec Les Rues de feu.
Albums de Duncan Browne
The Wild Places
(1978) Songs of Love and War
(1994)
Streets of Fire, sorti en 1979, est le quatrième album du musicien britannique Duncan Browne.

## Description
L'album est produit par Duncan Browne pour le label Logo Records et enregistré aux Scorpio Sound Studios par les ingénieurs du son Ray Hendriksen et Dennis Weinreich.
Les photos qui illustrent l'album sont de Vince Loden et la conception graphique de Jean Luke Epstein.
L'album est publié en 1979 en LP sur le label Logo Records pour l'Europe et sur le label Sire pour les États-Unis. Il est publié en CD en 1987 sur les labels Interphon pour l'Europe et Transatlantic Records pour l'Allemagne.

## Titres
Tous les titres sont de Duncan Browne. 
1. Fauvette
2. American Heartbeat
3. She's Just a Fallen Angel
4. Streets of Fire
5. Niña Morena
6. Things to Come
7. (Restless) Child of Change
8. Canción de Cuna: Street Echoes

### Musiciens
- Duncan Browne : chant, guitare
- Tony Hymas : claviers
- John Giblin : guitare basse
- Simon Phillips : batterie
- Dick Morrissey : saxophone alto sur She's Just a Fallen Angel